# La Garriga
La Garriga är en ort och kommun i Spanien.   Den ligger i provinsen Província de Barcelona och regionen Katalonien, i den östra delen av landet, 500 km öster om huvudstaden Madrid. La Garriga ligger 241 meter över havet och antalet invånare är 14 991.
Terrängen runt La Garriga är kuperad norrut, men söderut är den platt. Runt La Garriga är det tätbefolkat, med 735 invånare per kvadratkilometer. Närmaste större samhälle är Granollers, 8,4 km söder om La Garriga. 